# Charles Trenet

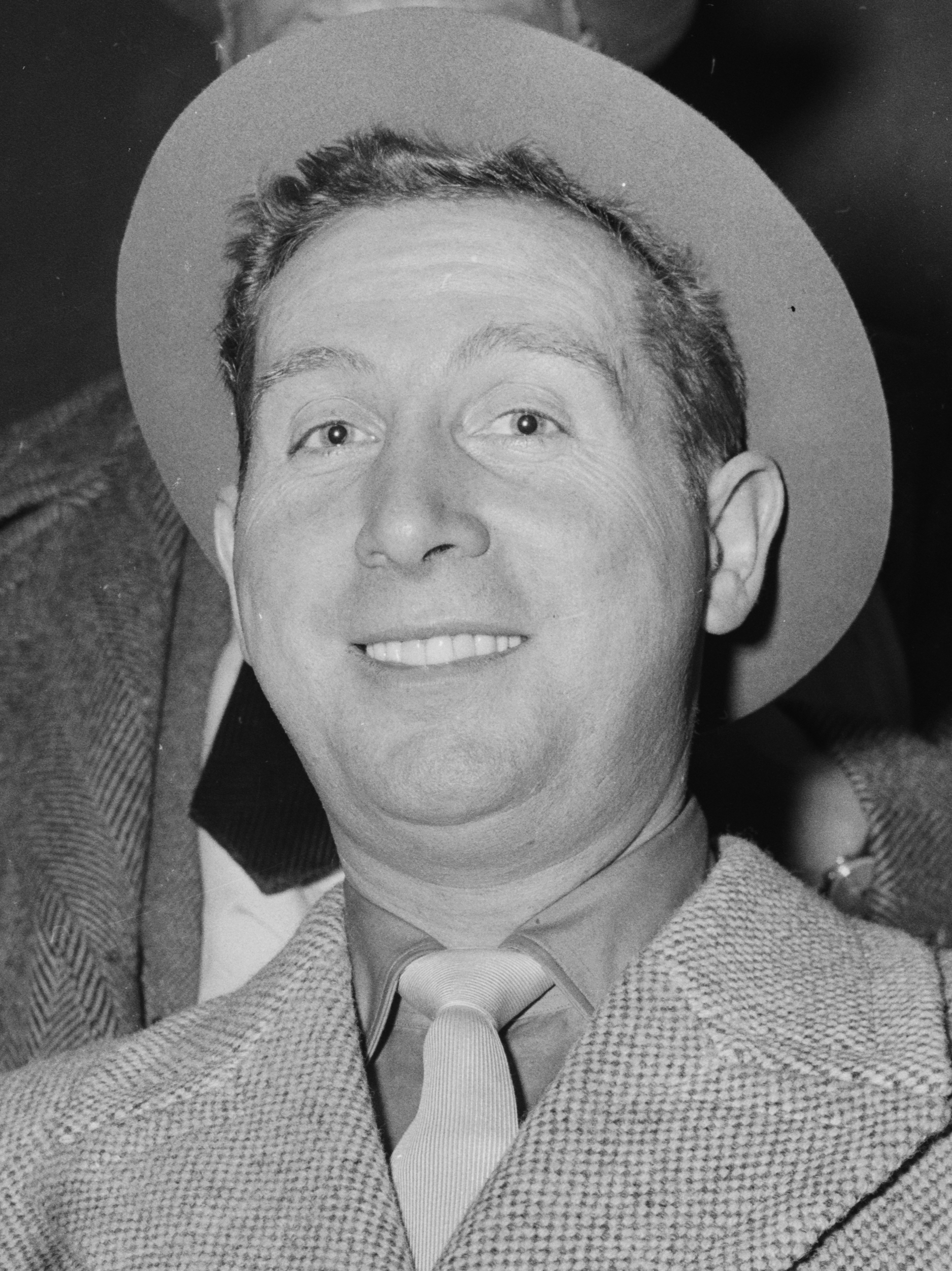
Charles Trenet, 1951

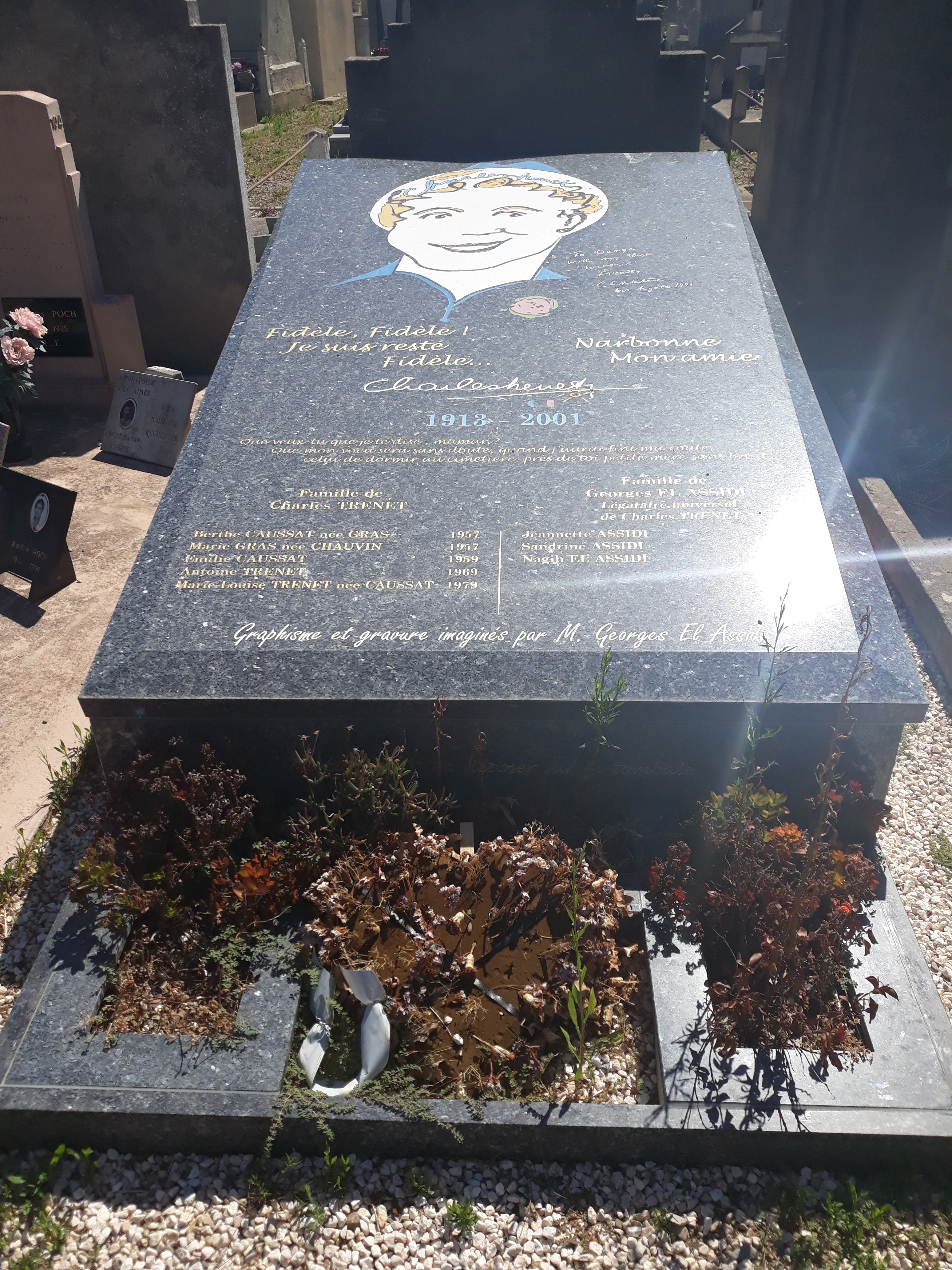
Trenets Grab auf dem Cimetière de l’Ouest in Narbonne

Charles Trenet  [ʃaʁl tʁɛ'nɛ] als Louis Charles Augustin Georges Trenet (* 18. Mai 1913 in Narbonne, Département Aude; † 19. Februar 2001 in Créteil) war ein französischer Sänger, Schauspieler, Komponist, Dichter und Maler. Zu seinen bekanntesten Chansons gehören Douce France, Que reste-t-il de nos amours? und La Mer. Viele spätere Musiker bezogen sich auf Trenets Werk und betrachteten ihn als einen wegweisenden Neuerer des unterhaltenden französischen Chansons, neben das seit den 1940er Jahren das eher intellektuelle nachdenklich-poetische Chanson trat, das insbesondere in den 1950er und 1960er Jahren internationale Anerkennung genoss und bis heute außerhalb des französischen Sprachraums oft sinnbildlich für das französische Chanson als Gattung steht. Trenet gilt als hervorragender Repräsentant der „variétés françaises“ des 20. Jahrhunderts. In Frankreich war er seit jungen Jahren unter dem Spitznamen le Fou chantant, der verrückte Sänger, bekannt.

## Leben und Werk
Charles Trenet war der Sohn des Notars Lucien Trenet (1882–1966) und von Marie-Louise Trenet, geborene Caussat (1889–1979), die von 1909 bis 1920 verheiratet waren. Seine familiären Wurzeln lagen in Perpignan und Narbonne; Letzterem blieb er ein Leben lang verbunden, die Straße, in der er geboren wurde, wurde schon zu seinen Lebzeiten nach ihm benannt (Avenue Charles Trenet). Sein Geburtshaus, das Elternhaus seiner Mutter, ist dort noch heute zu besichtigen.
Trenet lebte nach der Scheidung der Eltern zeitweise bei seinem Vater in Saint-Chinian und besuchte das Internat der Pères de la Trinité in Béziers. Im Alter von 13 Jahren begann er unter den Pseudonymen „Charles“ und „Jacques Blondeau“ in Le Coq catalan, einer von Albert Bausil, einem Dichter und Freund seines Vaters, in Perpignan herausgegebenen Wochenzeitung, Gedichte zu veröffentlichen. 1928 zog er zu seiner Mutter, die in zweiter Ehe mit dem Drehbuchautor Benno Vigny in Berlin verheiratet war. Trenet besuchte dort eine Kunstschule. Mit 16 Jahren kehrte er nach Frankreich zurück, wo 1927 die erste Ausstellung seiner Gemälde eröffnet wurde. In dieser Zeit verfasste er zudem einen Roman, Dodo Manières, der 1939 als Buch erschien.
Nach seiner Ankunft in Paris im Jahr 1930 arbeitete Trenet auf Empfehlung Albert Bausils anfangs als Ausstatter in den Filmstudios in Joinville-le-Pont. Er frequentierte Künstlerkreise in Montparnasse um Jean Cocteau und Max Jacob und schieb seine ersten Chansons für den von seinem Stiefvater produzierten Film Bariole. Er lernte den Schweizer Musiker Johnny Hess kennen und bildete mit ihm 1933 das Duo Charles et Johnny, das mit Liedern wie Vous qui passez sans me voir schnell erste Erfolge feierte. Bis 1936 traten sie im Cabaret Le Fiacre auf.
Das Duo trennte sich, als Trenet im Zweiten Weltkrieg zum Wehrdienst einberufen wurde. Nach der Besetzung Frankreichs durch deutsche Truppen trat Trenet sowohl in Frankreich vor den Besatzern als auch in Deutschland vor französischen Kriegsgefangenen auf. Eine angebliche jüdische Herkunft widerlegte er durch die Vorlage seines Familienstammbaums. Nach der Befreiung Frankreichs wurde gegen ihn eine Untersuchung wegen des Verdachts auf Kollaboration durchgeführt, die mit einer Rüge, aber ohne Verurteilung endete. 
In den 1940er und 1950er Jahren entstanden Evergreens des französischen Chansons wie Douce France, Que reste-t-il de nos amours?, L’âme des poètes und La Mer. Mit ihnen konnte Trenet an seine Erfolge der Vorkriegszeit (Je chante, Boum! u. a.) anknüpfen; er schuf sogar einige Welthits. Zahlreiche seiner Lieder wurden in Frankreich wie auch in den USA und Deutschland von prominenten Sängern, darunter Juliette Gréco und Johnny Mathis sowie in jüngerer Zeit Carla Bruni und Benjamin Biolay, neu interpretiert. Trenet ging auf mehrere Welttourneen. Die erhoffte Aufnahme in die Académie française blieb ihm verwehrt, doch wurde er 1999 in die Académie des Beaux-Arts gewählt.
Eine Einzelausstellung seines malerischen Werks, überwiegend Landschaftsmalerei, aber auch Portraitskizzen, fand 1945 in der Galerie Delpierre in Paris statt. 1963 wurde Trenet unter dem Vorwurf der Verführung eines Minderjährigen (damals bis 21 Jahre) gerichtlich belangt, in zweiter Instanz jedoch freigesprochen.
Charles Trenet trat bis ins hohe Alter als Sänger auf, oft mit Strohhut und im blauen Anzug, die in jungen Jahren zu seinen Markenzeichen geworden waren, und wurde nach einem Rückgang seiner Popularität in den 1960er und 1970er Jahren, deren musikalische Entwicklungen er nicht nachvollzog (vgl. Yéyé und French Pop), von einem jüngeren Publikum wieder zur Kenntnis genommen und in Konzerten gefeiert. Eine Ausstellung über sein gesamtes künstlerisches Schaffen mit 80 seiner Aquarelle veranstaltete 2022 der Espace culturel et artothèque des Dominicaines in Pont-l’Évêque.
Trenets Urne wurde im Grab seiner Mutter in Narbonne beigesetzt. Um das Erbe des kinderlosen Künstlers, das mehrere Immobilien in Südfrankreich, darunter seine Villa in Antibes, sowie Verwertungsrechte an seinem musikalischen Werk in einem Wert von jährlich 300.000 bis 500.000 Euro einschließt, entbrannten 2008 Streitigkeiten mit seiner Halbschwester und einem Neffen, die gerichtlich zugunsten seines ehemaligen Sekretärs, Georges El Assidi, entschieden wurden. Dieser verklagte 2012 ein dänisches Finanzberatungsunternehmen, das er 2006 mit der Verwaltung des Erbes beauftragt hatte, wegen Veruntreuung und beklagt seither, selbst nahezu mittellos zu sein. Im Jahr 2023 war das Verfahren noch nicht abgeschlossen.

## Rezeption

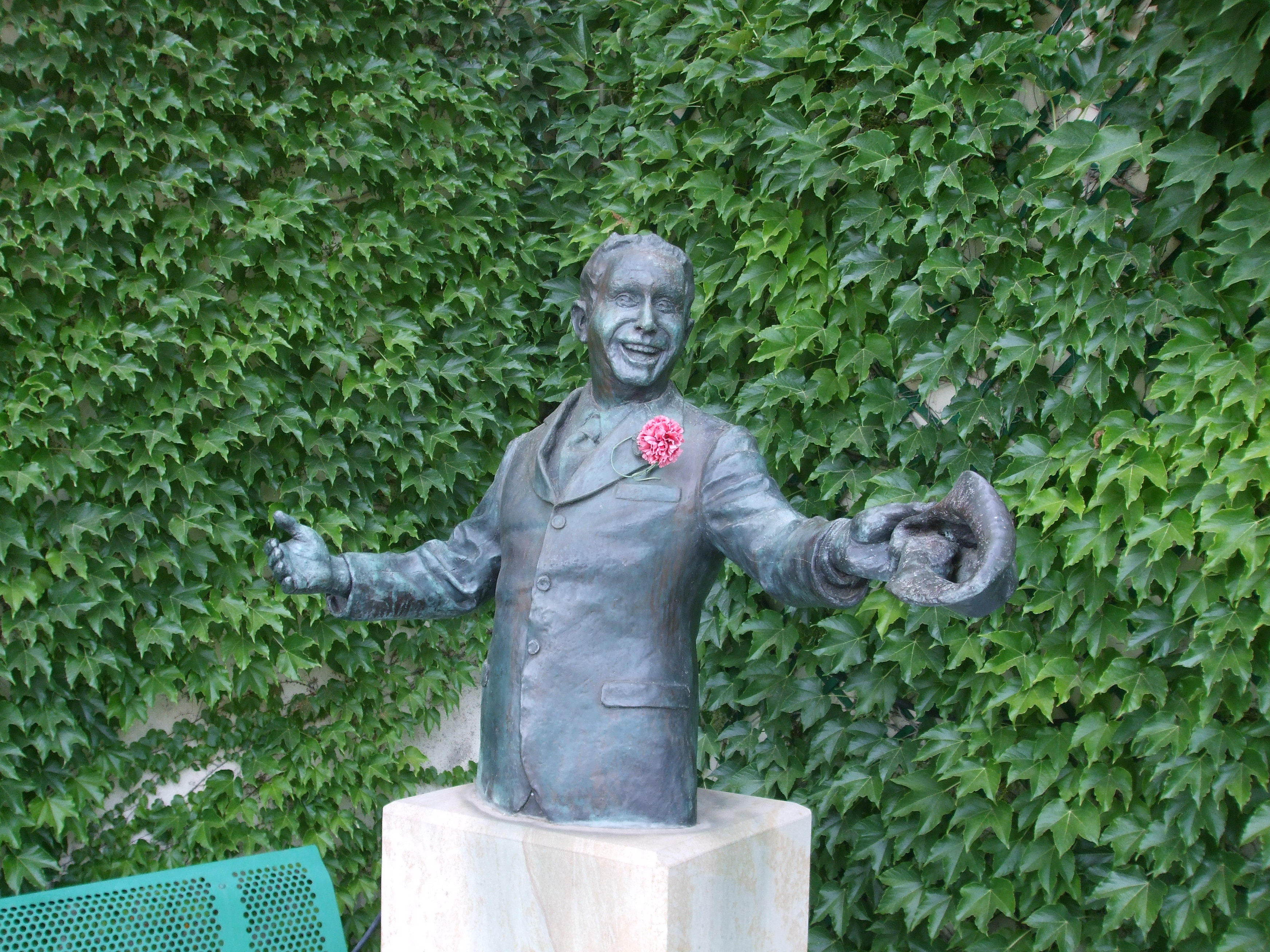
Trenets Statue in seiner Heimatstadt Narbonne

Auch nach seinem Tod ist die Popularität von Trenets Liedern in Frankreich ungebrochen. Diese beschäftigen sich häufig in einem heiteren oder melancholischen, immer aber eleganten Ton mit Urlaub, der Kindheit oder der Liebe. Sie gehören im französischen Sprachraum zum kulturellen Allgemeingut. Der belgische Comic-Autor Hergé griff zum Beispiel 1939 das ein Jahr zuvor erfolgreiche Chanson Boum! auf und variierte es als thematischen Einstieg von Tim und Struppi – Im Reiche des Schwarzen Goldes.
Im Film Ein gutes Jahr von Ridley Scott schauen sich beim ersten Rendezvous im Freiluftkino Max (Russell Crowe) und Fanny (Marion Cotillard) Ausschnitte des Films La Route enchantée von 1938 an – mit dem Chanson Boum! Im James-Bond-Film Skyfall ertönt Boum! aus Lautsprechern bei der Begegnung mit dem Filmbösewicht Silva. In dem Spielfilm Mr. Bean macht Ferien markiert das von allen Darstellern im Chor gesungene Chanson La Mer das Ende des Films.
Eine Hommage an Charles Trenet veröffentlichte Benjamin Biolay, ein Vertreter der Nouvelle Chanson, mit dem Album Trenet im Jahr 2015. Die Hits La Mer und Boum! sind hier jedoch nicht enthalten.

## Filmografie (Auswahl)
Als Darsteller
- 1938: Je chante
- 1938: La Route enchantée
- 1941: Romance de Paris
- 1942: Frédérica
- 1943: Adieu Léonard (La bourse ou la vie)
- 1943: La Cavalcade des heures
- 1952: Bouquet de joie
- 1953: Les Chansons ont leur destin (Kurzfilm)
- 1954: Boum sur Paris
- 1957: C’est arrivé à 36 chandelles
- 1957: Frühling in Paris (Printemps à Paris)

## Chansons (Auswahl)
- 1937: Je chante
- 1937: Fleur bleue
- 1938: Ménilmontant
- 1938: J’ai ta main
- 1938: La Polka du roi
- 1938: Les Oiseaux de Paris
- 1938: Y’a d’la joie
- 1938: Boum!
- 1939: Mam’zelle Clio
- 1939: Le Soleil et la Lune
- 1941: La Romance de Paris
- 1942: Que reste-t-il de nos amours?
- 1946: La Mer
- 1947: Douce France
- 1951: L’âme des poètes
- 1955: Nationale 7
- 1955: La Java du diable
- 1957: Le Jardin extraordinaire
- 1969: Il y avait des arbres
- 1970: Le Revenant

## Dokumentarfilm
- Frankreichs Chanson-Legende Charles Trenet. (OT: L’ombre au tableau, Charles Trenet.) Dokumentarfilm, Frankreich 2013, 53:30 Min., Buch und Regie: Karl Zéro und Daisy d’Errata, Produktion: arte France, La mondiale de productions, Troisième Œil Productions, INA, deutsche Erstsendung am 16. Februar 2014 bei arte.